# Нукшоара де Жос (Прахова)
Нукшоара де Жос (рум. Nucșoara de Jos) насеље је у Румунији у округу Прахова у општини Посешти. Oпштина се налази на надморској висини од 602 m.

## Становништво
Према подацима из 2002. године у насељу је живело 840 становника, од којих су сви румунске националности.